# バルボラ・クレイチコバ
- バルボラ・クレシコバ
- バルボラ・クレチコバ

バルボラ・クレイチコバ（Barbora Krejčíková, 1995年12月18日 - ）は、チェコ・ブルノ出身の女子プロテニス選手。これまでにWTAツアーでシングルス8勝、ダブルス19勝を挙げている。身長178cm、体重62kg。右利き、バックハンド・ストロークは両手打ち。WTAランキング自己最高位はシングルス2位、ダブルス1位。チェコ語での発音は「クレイチーコバー」が近い。
女子ダブルスでカテリナ・シニャコバとペアを組んでキャリア・ゴールデン・スラムを達成した。2021年全仏オープンでは自身初のシングルスでのGS初優勝。同大会のダブルスでも優勝し、21年ぶり単複制覇を成し遂げた。2021年東京オリンピックの女子ダブルス金メダル。

## 来歴
6歳からテニスを始める。ジュニア時代は2013年全仏オープン、ウィンブルドン、全米オープンジュニア女子ダブルスで同じチェコのカテリナ・シニアコバと組み優勝している。
ダブルスを中心に活動し、シニアコバとのペアで2016年全仏オープン女子ダブルスの3回戦で4大大会4連勝を狙った第1シードのマルチナ・ヒンギス&サニア・ミルザ組を 6–3, 6–2 で破る殊勲を挙げベスト4に進出した。2018年全仏オープン女子ダブルスでは決勝で穂積絵莉&二宮真琴組を 6–3, 6–3 で破り初の4大大会ダブルスタイトルを獲得した。続く2018年ウィンブルドン選手権女子ダブルスでもニコール・メリチャー&クベタ・ペシュケ組を 6–4, 4–6, 6–0 で破り優勝した。2018年10月22日付のランキングでシニアコバと並びダブルス1位を記録している。2019,20年はGSベスト4を上限に留まっていたが、2021年全豪オープンで同大会初の決勝進出すると（準優勝）、続く全仏オープンでは3年ぶりにGS制覇で復活した。
2019年全豪オープンではラジーブ・ラムと組んだ混合ダブルスの決勝でアストラ・シャルマー&ジョン＝パトリック・スミス組を 7–6(3), 6–1 で破って優勝し混合ダブルス初優勝を果たした。そこから同大会3連覇を成し遂げている。
シングルスでは奮わず、4大大会では2018年全仏オープンで予選を勝ち上がりシングルスに初出場した。1回戦でカロリナ・プリスコバに敗れた。次回出場は2020年全豪オープンでグランドスラムシングルス初白星をあげる。全仏オープンでは4回戦進出。
2021年、ドバイ・テニス選手権で第1シードのエリナ・スビトリナらに勝利しWTA1000の決勝に進出するブレイクスルーを見せた。決勝ではガルビネ・ムグルサに6-7(6), 3-6で敗れ準優勝だった。5月のストラスブール国際でソラナ・チルステアを6-3, 6-3で下しシングルス初優勝を果たした。全仏オープンでは、3回戦でまたも第5シードのスビトリナを破り、準々決勝でコリ・ガウフに勝利してGS初のベスト4入り。準決勝でマリア・サッカリを7-5, 4-6, 9-7で下して決勝進出すると、決勝ではアナスタシア・パブリュチェンコワを6-1, 2-6, 6-4で破り、シングルス初優勝を果たした。ダブルスも3年ぶりに制し、21年ぶり単複制覇を成し遂げた。
ウィンブルドン選手権に初出場し、4回戦進出。続くプラハ・オープンで早くも3勝目をあげた。
8月10日付のランキングで自己最高の10位を記録し、自身初となるシングルスでのトップ10入りを果たした。
全米オープンでは過去6度予選敗退ながら第8シードとして本戦に初出場し、ベスト8まで駒を進めた。
9月20日付のランキングで自己最高の5位をマークし、初のトップ5入りを果たしている。

## WTAツアー決勝進出結果

### シングルス: 13回 (8勝5敗)
| 大会グレード                  |
| ----------------------------- |
| グランドスラム (2–0)          |
| WTAファイナルズ (0–0)         |
| WTA1000トーナメント (1–1)     |
| WTAエリート・トロフィー (0–0) |
| WTA500トーナメント (2–2)      |
| WTA250トーナメント (3–2)      |

| 結果   | No. | 決勝日         | 大会           | サーフェス    | 対戦相手                         | スコア             |
| ------ | --- | -------------- | -------------- | ------------- | -------------------------------- | ------------------ |
| 準優勝 | 1.  | 2017年5月27日  | ニュルンベルク | クレー        | キキ・ベルテンス                 | 2-6, 1-6           |
| 準優勝 | 2.  | 2021年3月13日  | ドバイ         | ハード        | ガルビネ・ムグルサ               | 3-6, 3-6           |
| 優勝   | 1.  | 2021年5月29日  | ストラスブール | クレー        | ソラナ・チルステア               | 7-6(8-6), 6-3      |
| 優勝   | 2.  | 2021年6月12日  | 全仏オープン   | クレー        | アナスタシア・パブリュチェンコワ | 6-1, 2-6, 6-4      |
| 優勝   | 3.  | 2021年7月18日  | プラハ         | ハード        | テレザ・マルティンコバ           | 6-2, 6-0           |
| 準優勝 | 3.  | 2022年1月15日  | シドニー       | ハード        | パウラ・バドサ                   | 3-6, 6-4, 6-7(4-7) |
| 優勝   | 4.  | 2022年10月2日  | タリン         | ハード (室内) | アネット・コンタベイト           | 6-2, 6-3           |
| 優勝   | 5.  | 2022年10月10日 | オストラヴァ   | ハード (室内) | イガ・シフィオンテク             | 5-7, 7-6(7-4), 6-3 |
| 優勝   | 6.  | 2023年2月25日  | ドバイ         | ハード        | イガ・シフィオンテク             | 6-4, 6-2           |
| 準優勝 | 4.  | 2023年6月25日  | バーミンガム   | 芝            | エレナ・オスタペンコ             | 6-7(8-10), 4-6     |
| 優勝   | 7.  | 2023年9月16日  | サンディエゴ   | ハード        | ソフィア・ケニン                 | 6-4, 2-6, 6-4      |
| 準優勝 | 5.  | 2023年10月15日 | 鄭州           | ハード        | 鄭欽文                           | 6-2, 2-6, 4-6      |
| 優勝   | 8.  | 2024年7月13日  | ウィンブルドン | 芝            | ジャスミン・パオリーニ           | 6-2, 2-6, 6-4      |

### ダブルス: 30回 (19勝11敗)
| 大会グレード                  |
| ----------------------------- |
| グランドスラム (7–1)          |
| WTAファイナルズ (1–2)         |
| WTA1000トーナメント (3–3)     |
| オリンピック (1–0)            |
| WTAエリート・トロフィー (0–0) |
| WTA500トーナメント (2–2)      |
| WTA250トーナメント (5–3)      |

| 結果   | No. | 決勝日         | 大会                 | サーフェス    | パートナー               | 対戦相手                                        | スコア                |
| ------ | --- | -------------- | -------------------- | ------------- | ------------------------ | ----------------------------------------------- | --------------------- |
| 準優勝 | 1.  | 2014年10月18日 | ルクセンブルク       | ハード (室内) | ルーシー・ハラデツカ     | ティメア・バシンスキー クリスティナ・バロイス   | 6-3, 4-6, [4-10]      |
| 優勝   | 1.  | 2015年9月14日  | ケベック・シティー   | ハード (室内) | アン＝ソフィー・メスタフ | マリア・イリゴエン ポーラ・カニア               | 4-6, 6-3, [12-10]     |
| 準優勝 | 2.  | 2016年2月14日  | サンクトペテルブルク | ハード (室内) | ベラ・ドゥシェビナ       | マルチナ・ヒンギス サニア・ミルザ               | 3-6, 1-6              |
| 準優勝 | 3.  | 2017年7月29日  | ボースダード         | クレー        | マリア・イリゴエン       | クイリナ・ルモワーヌ アランツァ・ルス           | 6-3, 3-6, [8-10]      |
| 準優勝 | 4.  | 2018年1月6日   | 深圳                 | ハード        | カテリナ・シニャコバ     | イリーナ＝カメリア・ベグ シモナ・ハレプ         | 6-1, 0-6, [8-10]      |
| 準優勝 | 5.  | 2018年4月1日   | マイアミ             | ハード        | カテリナ・シニャコバ     | アシュリー・バーティ ココ・バンダウェイ         | 2-6, 1-6              |
| 優勝   | 2.  | 2018年6月10日  | 全仏オープン         | クレー        | カテリナ・シニャコバ     | 穂積絵莉 二宮真琴                               | 6-3, 6-3              |
| 優勝   | 3.  | 2018年7月14日  | ウィンブルドン       | 芝            | カテリナ・シニャコバ     | ニコール・メリチャー クベタ・ペシュケ           | 6-4, 4-6, 6-0         |
| 準優勝 | 6.  | 2018年10月28日 | シンガポール         | ハード (室内) | カテリナ・シニャコバ     | ティメア・バボシュ クリスティナ・ムラデノビッチ | 4-6, 5-7              |
| 準優勝 | 7.  | 2019年3月16日  | インディアンウェルズ | ハード        | カテリナ・シニャコバ     | エリーズ・メルテンス アリーナ・サバレンカ       | 3-6, 2-6              |
| 優勝   | 4.  | 2019年8月12日  | トロント             | ハード        | カテリナ・シニャコバ     | アンナ＝レナ・グローネフェルト デミ・スゥース   | 7-5, 6-0              |
| 優勝   | 5.  | 2019年10月13日 | リンツ               | ハード (室内) | カテリナ・シニャコバ     | バルバラ・ハース クセニア・ノール               | 6-4, 6-3              |
| 優勝   | 6.  | 2020年1月11日  | 深圳                 | ハード        | カテリナ・シニャコバ     | 鄭賽賽 ドゥアン・インイン                       | 6-2, 3-6, [10-4]      |
| 準優勝 | 8.  | 2020年2月22日  | ドバイ               | ハード        | 鄭賽賽                   | 謝淑薇 バルボラ・ストリコバ                     | 5-7, 6-3, [5-10]      |
| 優勝   | 7.  | 2021年2月7日   | メルボルン           | ハード        | カテリナ・シニャコバ     | 詹皓晴 詹詠然                                   | 6-3, 7-6(7-4)         |
| 準優勝 | 9.  | 2021年2月19日  | 全豪オープン         | ハード        | カテリナ・シニャコバ     | エリーズ・メルテンス アリーナ・サバレンカ       | 2-6, 3-6              |
| 優勝   | 8.  | 2021年5月8日   | マドリード           | クレー        | カテリナ・シニャコバ     | ガブリエラ・ダブロウスキー デミ・スゥース       | 6-4, 6-3              |
| 優勝   | 9.  | 2021年6月13日  | 全仏オープン         | クレー        | カテリナ・シニャコバ     | ベサニー・マテック＝サンズ イガ・シフィオンテク | 6-4, 6-2              |
| 優勝   | 10. | 2021年8月1日   | 東京五輪             | ハード        | カテリナ・シニャコバ     | ベリンダ・ベンチッチ ビクトリヤ・ゴルビッチ     | 7-5, 6-1              |
| 優勝   | 11. | 2021年11月18日 | グアダラハラ         | ハード        | カテリナ・シニャコバ     | 謝淑薇 エリーズ・メルテンス                     | 6-3, 6-4              |
| 優勝   | 12. | 2022年1月30日  | 全豪オープン         | ハード        | カテリナ・シニャコバ     | アンナ・ダニリナ ベアトリス・ハダッド・マイア   | 6-7(3-7), 6-4, 6-4    |
| 優勝   | 13. | 2022年7月11日  | ウィンブルドン       | 芝            | カテリナ・シニャコバ     | エリーズ・メルテンス 張帥                       | 6-2, 6-4              |
| 優勝   | 14. | 2022年9月12日  | 全米オープン         | ハード        | カテリナ・シニャコバ     | キャティ・マクナリー テイラー・タウンゼント     | 3-6, 7-5, 6-1         |
| 準優勝 | 10. | 2022年11月8日  | フォートワース       | ハード (室内) | カテリナ・シニャコバ     | ベロニカ・クデルメトバ エリーズ・メルテンス     | 2-6, 6-4, [9-11]      |
| 優勝   | 15. | 2023年1月29日  | 全豪オープン         | ハード        | カテリナ・シニャコバ     | 青山修子 柴原瑛菜                               | 6-4, 6-3              |
| 優勝   | 16. | 2023年3月19日  | インディアンウェルズ | ハード        | カテリナ・シニャコバ     | ベアトリス・ハダッド・マイア ラウラ・シグムント | 6-1, 6-7(3-7), [10-7] |
| 優勝   | 17. | 2023年6月26日  | バーミンガム         | 芝            | マルタ・コスチュク       | ストーム・ハンター アリシア・パークス           | 6-2, 7-6(9-7)         |
| 優勝   | 18. | 2023年9月17日  | サンディエゴ         | ハード        | カテリナ・シニャコバ     | ダニエル・コリンズ ココ・バンダウェイ           | 6-1, 6-4              |
| 準優勝 | 11. | 2024年5月5日   | マドリード           | クレー        | ラウラ・シグムント       | クリスティーナ・ブクサ サラ・ソリベス・トルモ   | 0-6, 2-6              |
| 優勝   | 19. | 2024年7月26日  | プラハ               | クレー        | カテリナ・シニャコバ     | ルーシー・サファロバ ベサニー・マテック＝サンズ | 6-3, 6-3              |

## 4大大会シングルス成績
略語の説明
| W | F | SF | QF | #R | RR | Q# | LQ | A | Z# | PO | G | S | B | NMS | P | NH |

W=優勝, F=準優勝, SF=ベスト4, QF=ベスト8, #R=#回戦敗退, RR=ラウンドロビン敗退, Q#=予選#回戦敗退, LQ=予選敗退, A=大会不参加, Z#=デビスカップ/BJKカップ地域ゾーン, PO=デビスカップ/BJKカッププレーオフ, G=オリンピック金メダル, S=オリンピック銀メダル, B=オリンピック銅メダル, NMS=マスターズシリーズから降格, P=開催延期, NH=開催なし.
| 大会           | 2014 | 2015 | 2016 | 2017 | 2018 | 2019 | 2020 | 2021 | 2022 | 2023 | 2024 | 2025 | 通算成績 |
| -------------- | ---- | ---- | ---- | ---- | ---- | ---- | ---- | ---- | ---- | ---- | ---- | ---- | -------- |
| 全豪オープン   | A    | LQ   | LQ   | LQ   | LQ   | LQ   | 2R   | 2R   | QF   | 4R   | QF   | A    | 13–5     |
| 全仏オープン   | A    | LQ   | A    | A    | 1R   | LQ   | 4R   | W    | 1R   | 1R   | 1R   | 2R   | 11–6     |
| ウィンブルドン | A    | LQ   | LQ   | LQ   | A    | A    | NH   | 4R   | 3R   | 2R   | W    | 3R   | 15–4     |
| 全米オープン   | LQ   | LQ   | A    | LQ   | LQ   | LQ   | A    | QF   | 2R   | 1R   | 2R   |      | 6–4      |

## 4大大会ダブルス成績
略語の説明
| W | F | SF | QF | #R | RR | Q# | LQ | A | Z# | PO | G | S | B | NMS | P | NH |

W=優勝, F=準優勝, SF=ベスト4, QF=ベスト8, #R=#回戦敗退, RR=ラウンドロビン敗退, Q#=予選#回戦敗退, LQ=予選敗退, A=大会不参加, Z#=デビスカップ/BJKカップ地域ゾーン, PO=デビスカップ/BJKカッププレーオフ, G=オリンピック金メダル, S=オリンピック銀メダル, B=オリンピック銅メダル, NMS=マスターズシリーズから降格, P=開催延期, NH=開催なし.
| 大会           | 2014 | 2015 | 2016 | 2017 | 2018 | 2019 | 2020 | 2021 | 2022 | 2023 | 2024 | 2025 | 通算成績 |
| -------------- | ---- | ---- | ---- | ---- | ---- | ---- | ---- | ---- | ---- | ---- | ---- | ---- | -------- |
| 全豪オープン   | A    | A    | 2R   | 2R   | 3R   | QF   | SF   | F    | W    | W    | QF   | A    | 31–7     |
| 全仏オープン   | A    | 1R   | SF   | 3R   | W    | 1R   | SF   | W    | A    | 1R   | 3R   | A    | 24–7     |
| ウィンブルドン | A    | A    | 1R   | 1R   | W    | SF   | NH   | QF   | W    | A    | QF   | 3R   | 22–6     |
| 全米オープン   | A    | A    | QF   | 3R   | SF   | A    | A    | 1R   | W    | 2R   | A    |      | 16–5     |

※: 2025年ウィンブルドン3回戦の不戦敗は通算成績に含まない